# قدم مكعبة قياسية
القدم المكعبة القياسية هي وحدة تمثل مقدار الغاز (مثل الغاز الطبيعي) الموجود في حجم مقداره قدم مكعبة واحدة في الظروف النموذجية لدرجة الحرارة والضغط. وهي الوحدة الأكثر شيوعًا في النظام التقليدي للقياس، الذي يمثّل مجموعة من المعايير التي وضعها المعهد الوطني للمعايير والتقنية في هذا المجال. ومن الوحدات الأخرى التي تُستخدم للغرض ذاته تبرز وحدة المتر المكعب القياسي، وهي وحدة مستمَدة من النظام الدولي للوحدات، وتمثل مقدار الغاز الموجود في حجم مقداره متر مكعب واحد في ظروف نموذجية مختلفة. وفيما تعتمد هذه الظروف النموذجية على نوعية الغاز، إلا أنها تختلف عن غيرها من الظروف القياسية لدرجة الحرارة والضغط.

## الاستخدامات
القدم المكعبة القياسية والمتر المكعب القياسي وحدتان من وحدات قياس الكمية الجزيئية للغازات، ويمكن استخدامهما في قانون الغازات المثالية لحساب الكمية مقابل كل وحدة حجم للمقادير الأخرى من درجات الحرارة والضغط. وعلى الرغم من استخدام صفة "قياسي/قياسية"، إلا أن الأمر ينطوي على مجموعة متنوعة من التعريفات لهذه الصفة، حيث يعتمد ذلك بصفة أساسية على نوع الغاز. وحيث إن الكمية تتناسب مع مقدار الضغط ودرجة الحرارة، لحجم معين، فإن كل تعريف من هذه التعريفات يحدد القيم الأساسية للضغط ودرجة الحرارة.

### الغاز الطبيعي
بما أن الغاز الطبيعي يتكون من مزيج غير دقيق من عوالق جزيئية مختلفة، وبصفة أساسية الميثان، مع وجود كميات متفاوتة من أنواع أخرى من الغازات، فإن وحدة القدم المكعبة القياسية للغاز الطبيعي لا تعبّر عن وحدة دقيقة للكتلة، بل تعبّر عن كمية جزيئية، يُعبَّر عنها بوحدة المول.
وفيما يتعلق بغاز البترول بأنواعه، تُعَرَّف القدم المكعبة القياسية بأنها قدم مكعبة واحدة من الغاز عند درجة حرارة 60 درجة فهرنهايت (288.7 كالفن؛ 15.56 درجة مئوية) وضغط الهواء الطبيعي عند مستوى سطح البحر. أما الضغط فيختلف تعريفه بين مصدر وآخر، ولكن هذه المصادر جميعًا تقترب من بعضها البعض لضغط الهواء الطبيعي عند مستوى سطح البحر.
- درجة ضغط تبلغ 14.696 رطل لكل بوصة مربعة (1.00000 ضغط جوي؛ 101.325 كيلو باسكال).[2] وهو الضغط ذاته المساوي للضغط القياسي في النظام الدولي للوحدات.  ويساوي 1.1953 مول لكل قدم مكعبة قياسية.
- درجة ضغط تبلغ 101.35 كيلو باسكال (1.0002 ضغط جوي؛ 14.700 رطل لكل بوصة مربعة).[2] وتساوي 1.1956 مول لكل قدم مكعبة قياسية.
- درجة ضغط تبلغ 14.73 رطل لكل بوصة مربعة (1.0023 ضغط جوي؛ 101.56 كيلو باسكال).[1] هذه القيمة قريبة جدًا من 30 بوصة زئبق.  وتساوي 1.1981 مول لكل قدم مكعبة قياسية أو 0.002641 رطل لكل قدم مكعبة قياسية.

أما المتر المكعب القياسي من الغاز فيُستخدم في سياق النظام الدولي للوحدات. وبالمثل، فإنه يُعَرَّف على أنه كمية الغاز الموجودة في متر مكعب عند درجة حرارة 15 درجة مئوية (288.15 كالفن؛ 59.000 فهرنهايت) ودرجة ضغط 101.325 كيلو باسكال (1.0000 ضغط جوي؛ 14.696 رطل لكل بوصة مربعة).
ونشير في هذا السياق إلى أن عملية تحويل وحدات الحجم بين القدم المكعبة القياسية والمتر المكعب القياسي ليست دقيقة، ويعود ذلك إلى اختلاف القيم الأساسية لدرجات الحرارة والضغط في الوحدتين، وذلك على الرغم من إمكانية تجاهل هذا الاختلاف في معظم الحالات العملية. فحساب الحجم ذاته بين المتر المكعب القياسي عند درجة حرارة 15 درجة مئوية (288.15 كالفن) ودرجة ضغط 101.325 كيلو باسكال مقابل درجة الحرارة 60 درجة فهرنهايت (288.71 كالفن) والقدم المكعبة القياسية عند درجة ضغط 14.73 رطل لكل بوصة مربعة (101.56 كيلو باسكال) ينتج عنه هامش خطأ مقداره 0.04% فقط. فالقدم المكعبة القياسية في النظام التقليدي الأمريكي تساوي 0.02833 متر مكعب قياسي تقريبًا في النظام الدولي للوحدات.
من جانب آخر، وفي قطاع الغاز الطبيعي، حيث يُعبَّر عن الكميات عادةً بالقدم المكعبة القياسية، فإن الأرقام الكبيرة من الأقدام المكعبة القياسية لا يُعبَّر عنها عادةً بسوابق مترية، بل يُعَبَّر عنها، عوضًا عن ذلك، بسوابق تستند إلى الأرقام الرومانية، حيث يتم عادةً حذف الحرف “s” الذي يشير إلى كلمة “standard” [قياسي / قياسية].  وتتضمن الوحدات الشائعة الاستخدام لحساب أحجام الغاز كلاً من ccf (مائة قدم مكعبة قياسية)، Mcf (ألف قدم مكعبة قياسية)، MMcf (مليون قدم مكعبة قياسية)، حيث يشير الرمز “M” إلى الرقم الروماني ألف، فيما يشير الرمز “MM” إلى ألف ألف، أو مليون.  كما تُستخدم الوحدات Bcf (بليون قدم مكعبة قياسية)، Tcf (تريليون قدم مكعبة قياسية)، Qcf (كوادريليون قدم مكعبة قياسية)، وهكذا.

### أنواع الغاز المضغوط والغاز المسال في الأسطوانات القابلة لإعادة التعبئة
وضع المؤتمر الوطني للأوزان والقياسات، وهو منظمة غير ربحية يتخذ من الولايات المتحدة مقرًا له، بالتعاون مع المعهد الوطني للقياسات والتقنية الأمريكي، مجموعة من المعايير ضمن نظام يُعرف باسم "النظام الموحد لأساليب بيع السلع الأساسية". ويُعَرِّف هذا النظام القدم المكعبة القياسية، فيما يتعلق بأنواع الغاز المضغوط أو الغاز المسال في الأسطوانات القابلة لإعادة التعبئة، وفيما عدا غاز البترول المسال، كالتالي: "تُعَرَّف القدم المكعبة القياسية من الغاز بأنها القدم المكعبة المحسوبة عند درجة حرارة 21 درجة مئوية (70 درجة فهرنهايت) ودرجة ضغط 101.325 كيلو باسكال (14.696 رطل لكل بوصة مربعة).

### الغازات الصناعية
هناك أيضًا تعريفات أخرى للغاز الصناعي. ففي الولايات المتحدة، تُعَرَّف القدم المكعبة القياسية المستخدمة لحساب كميات الغاز الصناعي بأنها القدم المكعبة المحسوبة عند درجة حرارة 70 درجة فهرنهايت (21.1 درجة مئوية) ودرجة ضغط 14.696 رطل لكل بوصة مربعة (101.325 كيلو باسكال).  وأما في كندا، فتُعَرَّف القدم المكعبة القياسية بأنها القدم المكعبة عند درجة حرارة 15 درجة مئوية (59 درجة فهرنهايت) ودرجة ضغط 101.325 كيلو باسكال (14.696 رطل لكل بوصة مربعة).

## تحويل الأحجام الفعلية إلى أحجام قياسية
يمكن تحويل الأحجام الفعلية إلى أحجام قياسية باستخدام المعادلة التالية:
V s = V a × F p × F t × ( F pv ) 2
حيث،
Vs: الحجم القياسي
Va: الحجم الفعلي (ويُعَبَّر عنها أحيانًا بالرمز Vr للأحجام المسجلة)
Fp: معامل الضغط (ويُعَبَّر عنه أحيانًا بالرمز Pm لدرجات الضغط المرتفعة)
Fp: الضغط المطلق / الضغط القياسي = (ضغط مقياس الأنبوب + الضغط الجوي) / الضغط الأساسي
Ft: معامل درجة الحرارة (ويُعَبَّر عنه أحيانًا بالرمز Tm لدرجات الحرارة المرتفعة)
Ft: الضغط القياسي المطلق / درجة الحرارة المطلقة للأنبوب = [273.15 + درجة الحرارة القياسية (مئوية)] / [273.15 + درجة حرارة الأنبوب (مئوية)] أو [459.67 + درجة الحرارة القياسية (فهرنهايت)] / [459.67 + درجة حرارة الأنبوب (فهرنهايت)]
Fpv: معامل القابلية الفائقة للانضغاط (عادةً يتم حذفه أو يتم إثباته بقيمة تساوي 1)
مثال: كم عدد الأقدام القياسية المكعبة في قدم مكعبة واحدة (1) من الغاز عندما تكون الحرارة 80 درجة فهرنهايت وعندما يكون ضغط المقياس 50 رطل لكل بوصة مربعة؟ (على افتراض أن هناك 13.6 رطل لكل بوصة مربعة من الضغط الجوي وتجاهل الانضغاط الفائق)
الحجم القياسي = 1 قدم مكعبة × [(13.6 رطل/بوصة مربعة + 50 رطل/بوصة مربعة) / 14.73 رطل/بوصة مربعة] × [(60 فْ + 459.67 فْ) / (80 فْ + 459.67 فْ)]
الحجم القياسي = 4.16 قدم مكعبة قياسية